# Центральний ринок (Софія)
Центральний ринок Софії (болг. Централни софийски хали, Халите) — критий ринок у центрі міста Софія, Болгарія. Визначна пам'ятка архітектури початку XX ст.
Місце, на якому розташована будівля, традиційно використовувалося як ринок та громадська площа. 

## Архітектура
Має тринавовий хол площею 3200 м² з атріумом та світловим ліхтарем на всю довжину споруди. Будівля формує західну частину площі Банскі.
Стиль поєднує середньовічну естетику масивних стін з легкими здвоєними колонами металевого каркасу. Фасад пишно декорований кольором у сецесійній інтерпретації візантійського стилю. Башта з годинником традиційно позначає це місце як громадське. Всередині простір доповнено підземним поверхом та двома надземними галереями. В центрі будівлі є фонтан. Годинник 1911 року виробництва Германа Арона з Берліна відновили під час реставрації і демонструють у кінці холу.
У підземному рівні збережені залишки розкопок античних терм. Трасування фортифікаційних споруд видно на підлозі ринку та на тротуарі назовні.
Архітектор проекту — Наум Торбов. Декоруванням займалися Хараламбі Тачев, Георгі Кіселінчев. Реставрація проведена 2000 року: Константін Антонов, Хрісто Ганчев, Адріана Кантарджеєва.

## Галерея

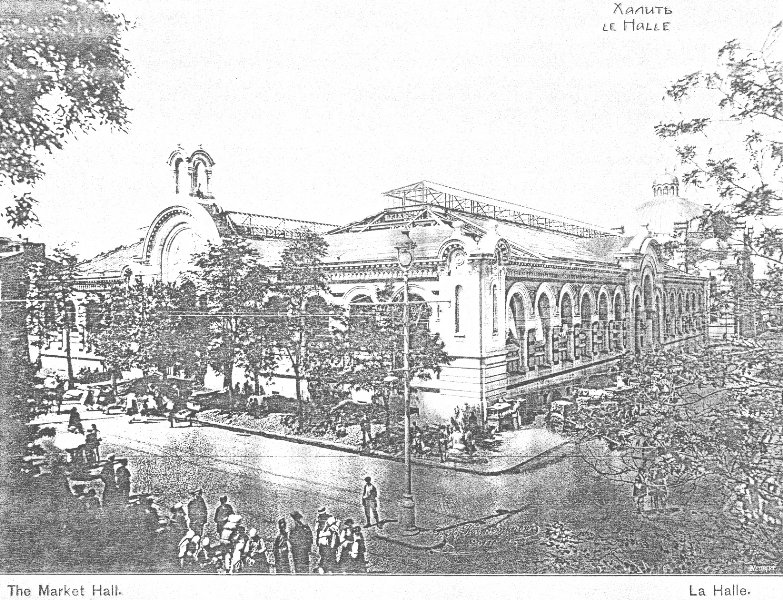
Фото 1912 року
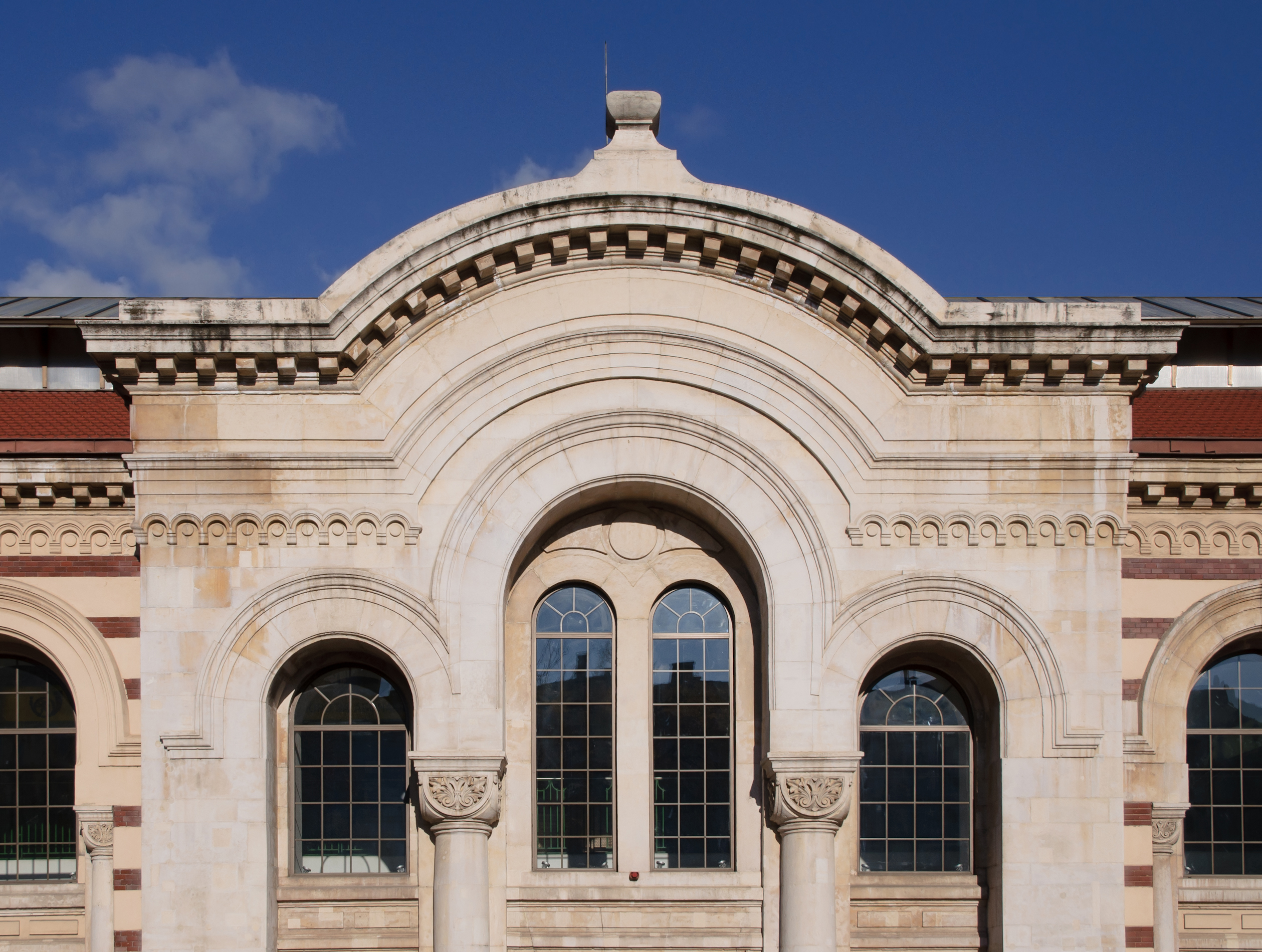
Декор
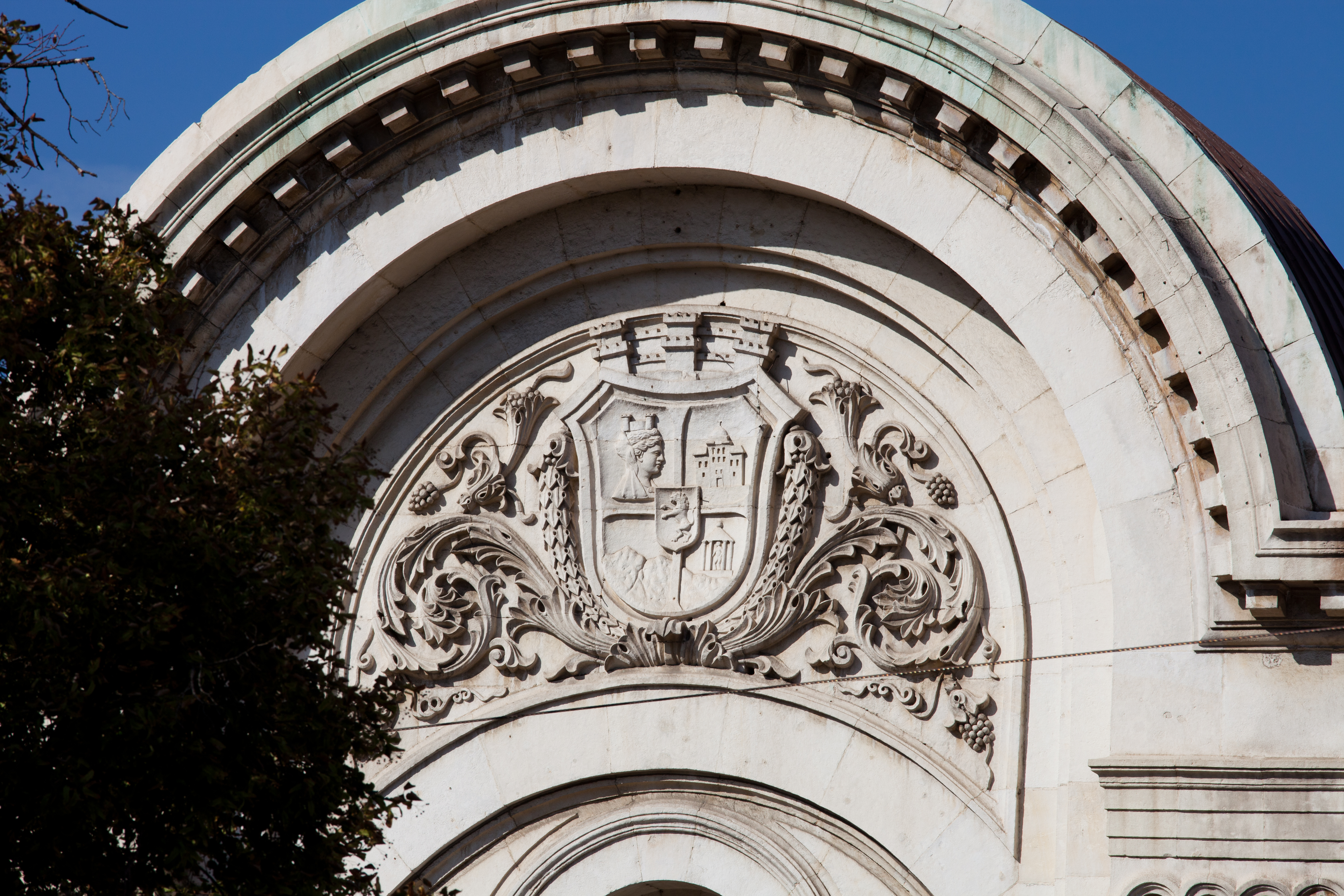
Декор
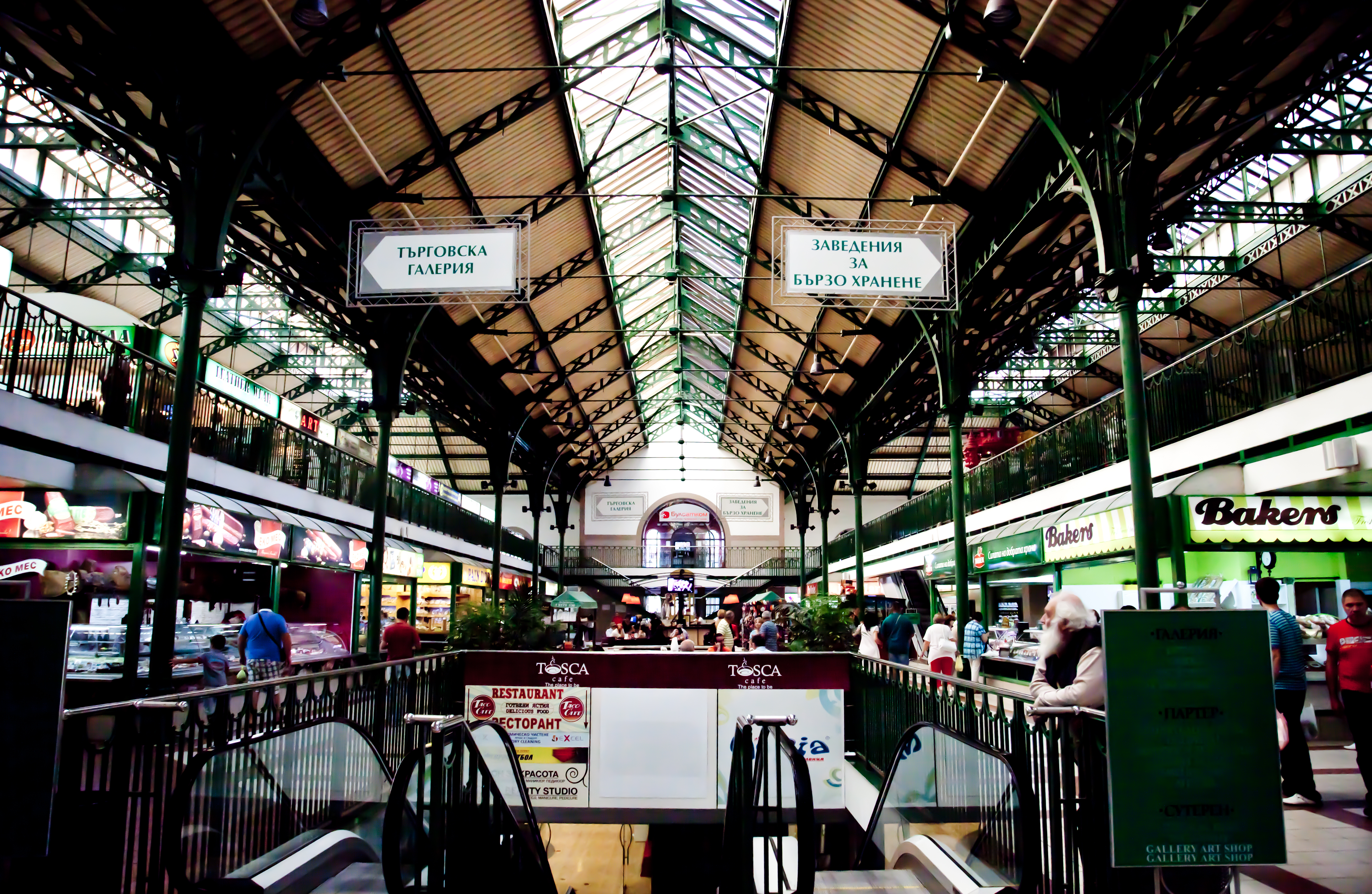
Інтер'єр
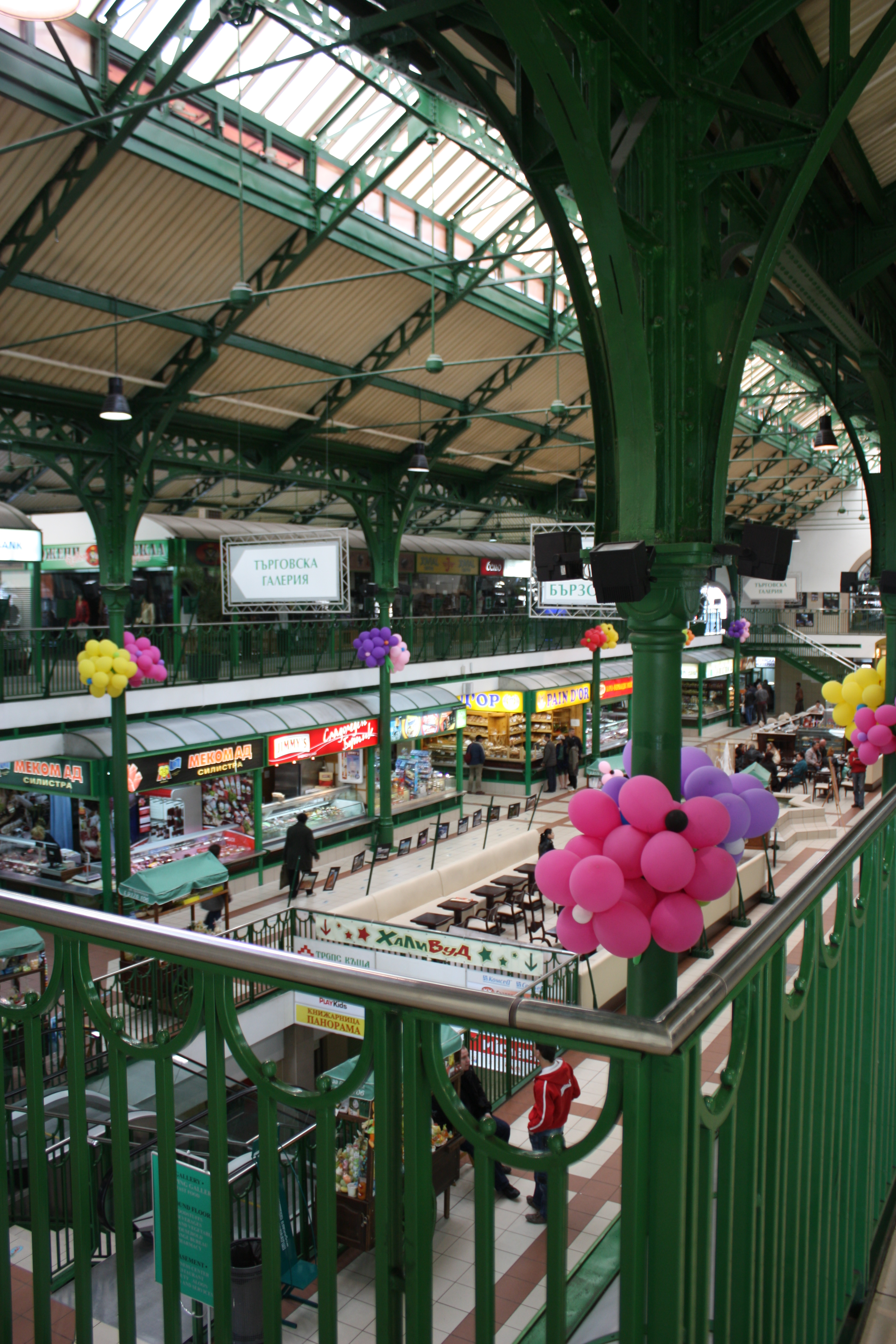
Колона атріума